# Papiro Oxirrinco 1007

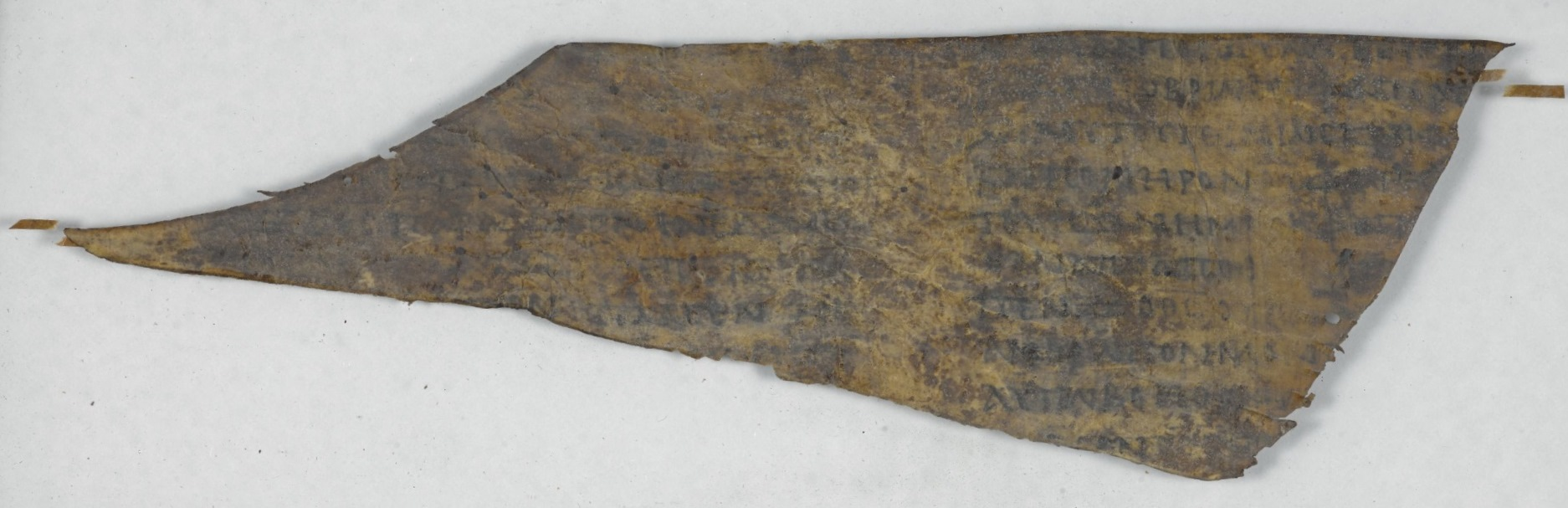
LXXP.Oxy.VII.1007

El Papiro LXX Oxirrinco 1007, abreviado como LXXP.Oxi.VII.1007, es un fragmento en griego de un manuscrito de la Septuaginta escrito en pergamino, en forma de códice. Este es uno de los manuscritos descubiertos en Oxirrinco; ha sido catalogado bajo el número 1007. Paleográficamente se fechó al siglo III. 

## Descripción
El manuscrito contiene secciones del Génesis, (Gen 2,7-9.16-19.23 - 3,1.6-8). En Gen 2,8.18 contiene el Tetragrámaton escrito con la letra yud al doble. Este manuscrito fragmentario de la Septuaginta griega es uno de los pocos que contienen el nombre de Dios escrito en hebreo al menos en forma abreviada. El fragmento se publicó en The Oxyrhynchus Papyri, parte VII, editado y traducido por Artur S. Hunt, Londres, 1910, páginas 1 y 2.
El fragmento se catalogó con el número 907 en la lista de manuscritos de la Septuaginta según la clasificación de Alfred Rahlfs y como VH 5 y LDAB 3113.

## Ubicación actual
Actualmente el manuscrito se guarda en el departamento de manuscritos, en la Biblioteca Británica ubicada en Londres en el (Inv. 2047).